# Louis Terrier (personnalité politique)
Louis Terrier, né le 8 juillet 1854 à Annecy (alors division d'Annecy du royaume de Sardaigne) et mort le 20 août 1895 à Paris, est un homme politique français.

## Biographie
Louis Terrier est successivement contrôleur des contributions indirectes, journaliste collaborant au Mot d'ordre et à La Marseillaise, directeur du Réveil national de Dreux.

### Famille
Sa fille Marie-Louise est morte à Paris le 7 avril 1891 à l'âge de 11 mois.

## Mandats
- Maire de Dreux, élu en 1888 ;
- Député d'Eure-et-Loir de 1889 à 1895, élu dans l'arrondissement de Dreux ;
- Ministre du Commerce, de l'Industrie et des Colonies du 4 avril 1893 au 3 décembre 1893 dans le gouvernement Charles Dupuy (1)

## Hommages
La ville de Dreux lui rend hommage en attribuant son nom au boulevard qui conduit à la gare. Un monument coiffé de son buste est également édifié en face de cette dernière. Sa tombe au cimetière de Dreux est surmonté d'un imposant monument.

Hommages de la ville de Dreux à Louis Terrier.
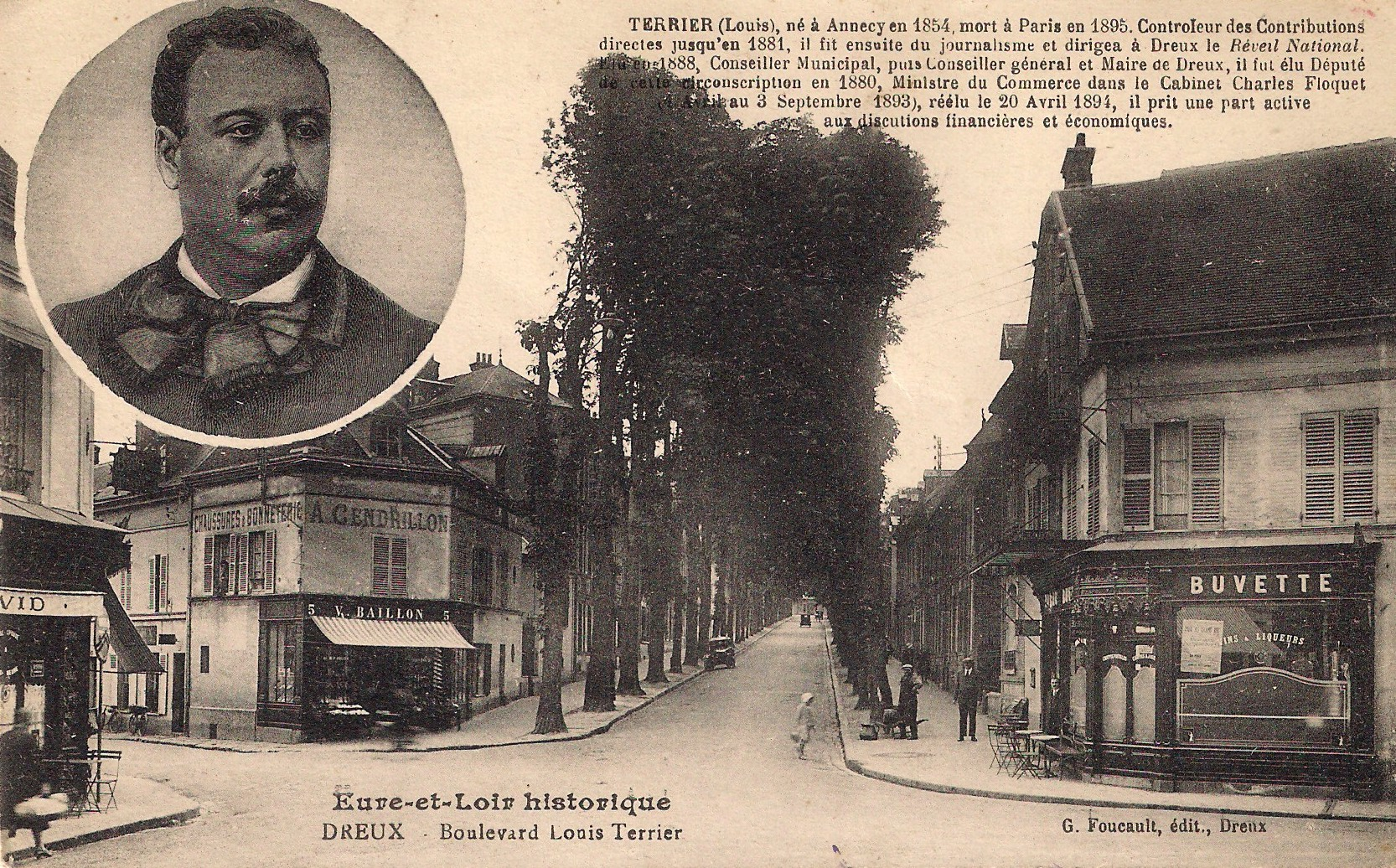
« Eure-et-Loir historique Dreux Boulevard Louis Terrier ».
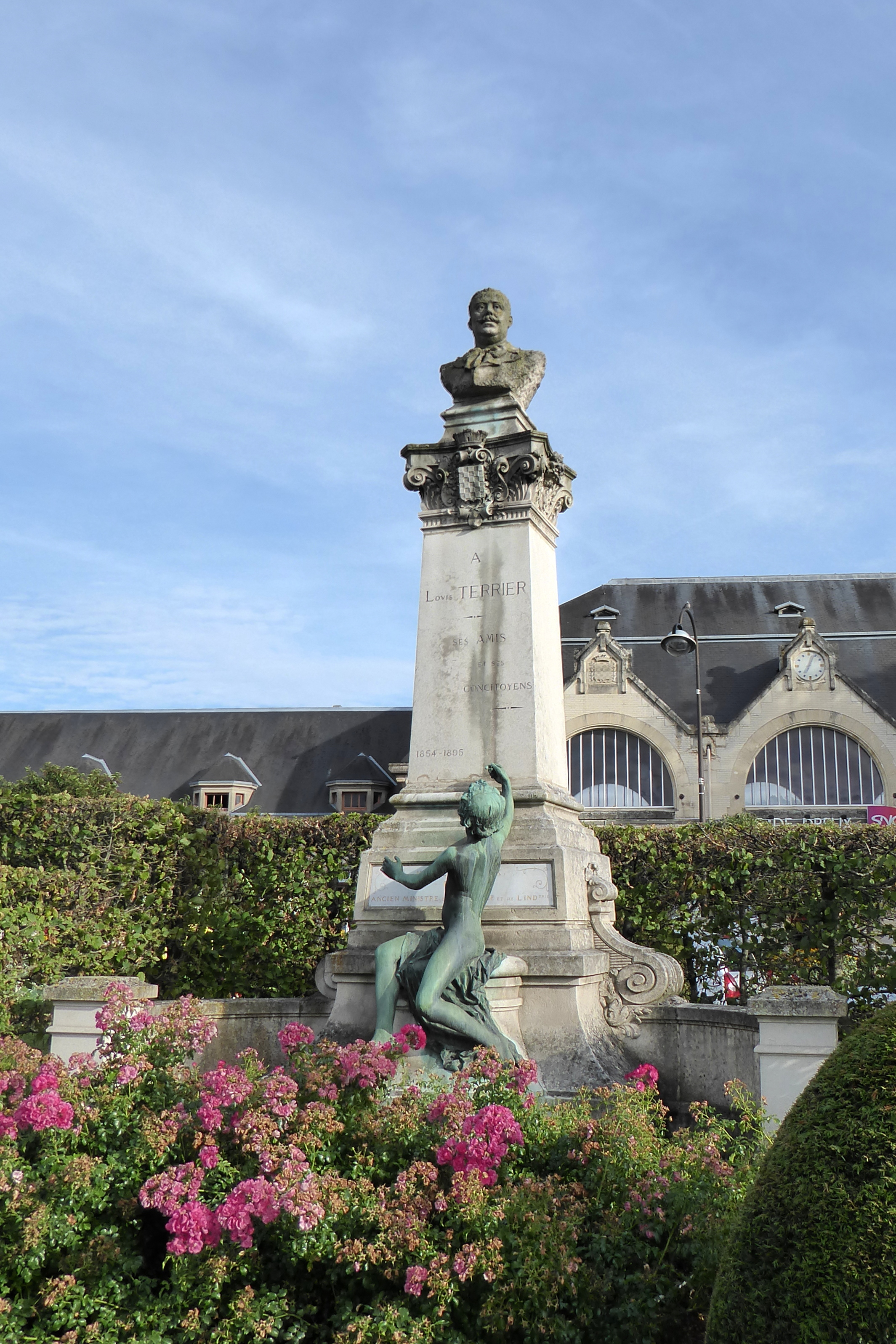
Monument à Louis Terrier devant la gare de Dreux.
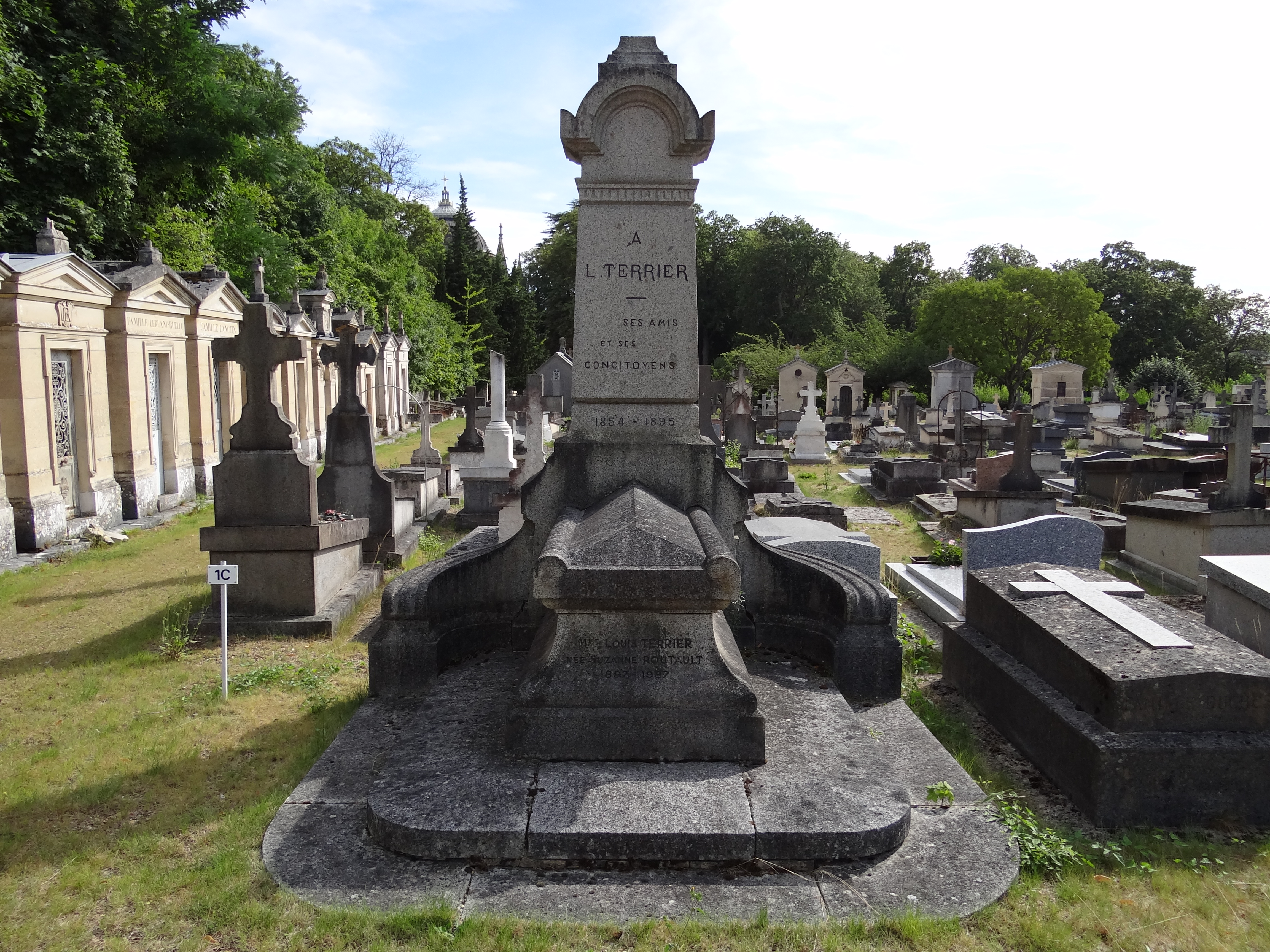
Le tombeau de Louis Terrier au cimetière de Dreux.

## Sources
- « Louis Terrier (personnalité politique) », dans le Dictionnaire des parlementaires français (1889-1940), sous la direction de Jean Jolly, PUF, 1960 [détail de l’édition]